# Frans Jakob von Gardemein
Frans Jakob von Gardemein, tidigare Gardemein, född 1650, död 12 april 1704 i Rödöns församling, Jämtlands län, var en svensk militär.

## Biografi
Frans Jakob von Gardemein var son till överlantjägmästaren Jakob Gardemein. Han började arbeta i svensk tjänst och blev senare korpral vid livdrabantkåren. von Gardemein var 1702 ryttmästare vid Jämtlands regementes kavallerikompani och adlades von Gardemein 1703. Han avled 1704. Ätten von Gardemein introducerades i Sveriges Riddarhus av sönerna 1720 som nummer 1590.

### Familj
von Gardemein gifte sig första gången 22 september 1690 i Björkviks socken med Hedvig Catharina Hebbich. Han gifte sig andra gången med Catharina Skeckta (1669–1735), vilken var dotter till översten Börje Skeckta och Catharina Norfelt samt änka efter kaptenen Hans von Lusten. von Gardemein och Skeckta fick tillsammans barnen ryttmästaren Börje von Gardemein (1700–1758), överstelöjtnanten Frans Jakob von Gardemein (1702–1771) och Anna Catharina von Gardemein (1704–1776) som var gift med kaptenen Carl Sölfverberg.